# جون فينتر (منافس ألعاب قوى)
جون فينتر (بالإنجليزية: John Winter)‏ هو منافس ألعاب قوى أسترالي، ولد في 3 ديسمبر 1924 في برث في أستراليا، وتوفي بنفس المكان في 5 ديسمبر 2007.

## وصلات خارجية
- جون فينتر على موقع الاتحاد الدولي لألعاب القوى (الإنجليزية)
- جون فينتر على موقع النتائج التاريخية لألعاب القوى الأسترالية (الإنجليزية)
- جون فينتر على موقع اللجنة الأولمبية الدولية (الإنجليزية)
- جون فينتر على موقع أوليمبيديا (الإنجليزية)
- جون فينتر على موقع اللجنة الأولمبية الأسترالية (الإنجليزية)
- جون فينتر على موقع اتحاد ألعاب الكومنولث (مؤرشف) (الإنجليزية)
- جون فينتر على موقع قاعة أستراليا للمشاهير الرياضية (الإنجليزية)